# Kito Šwjela

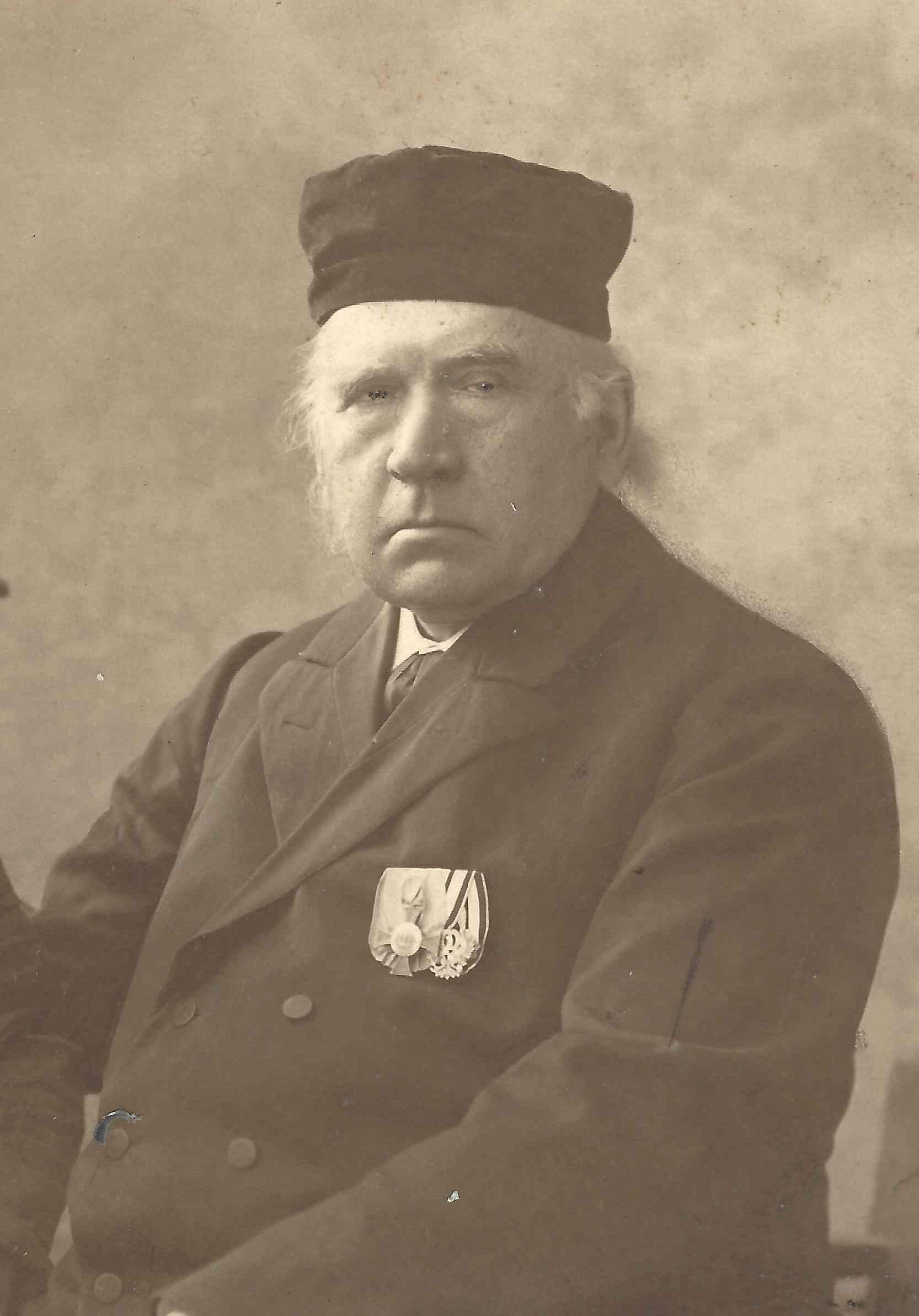
Porträt von Kito Šwjela

Kito Šwjela (deutsch Christian Schwela, * 21. Februar 1836 in Saspow, Niederlausitz, Königreich Preußen; † 26. Januar 1922 in Cottbus) war ein niedersorbischer Pädagoge, Kantor, Schriftsteller, Publizist und Übersetzer.

## Leben

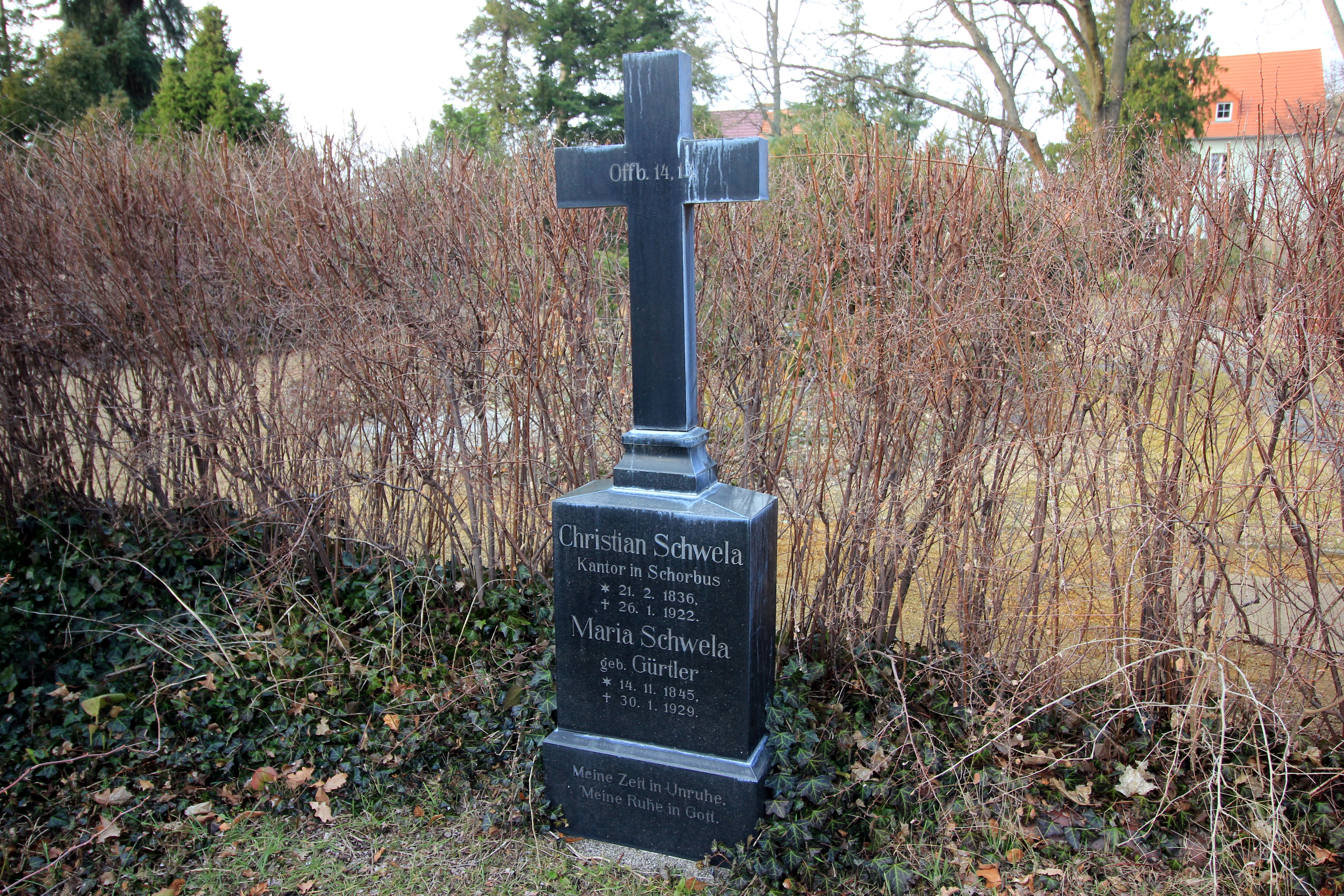
Grab auf dem Cottbuser Nordfriedhof

Kito Šwjela besuchte nach der Volksschule in Saspow das Lehrerpräparandum in Leuthen. 1853 begann er eine Ausbildung als Lehrer in Neuzelle. Seit 1856 war Kito Šwjela Hilfslehrer in Sergen.
1861 wurde er Lehrer in Groß Oßnig. Seit 1863 war Kito Šwjela Redakteur beim Bramborski Serbski Casnik, wo er bis 1915 zahlreiche Artikel verfasste und redigierte. 1866 wechselte er nach Schorbus, wo er auch als Kantor tätig war. 1880 gründete er mit anderen die niedersorbische Abteilung der Maśica Serbska.
1910 ging Kito Šwjela in den Ruhestand und lebte seitdem in Cottbus. Dort ist er auf dem Nordfriedhof begraben.
Kito Šwjela verfasste neben den Artikeln für den Bramborski Serbski Casnik und dessen Nachfolgeperiodika Erzählungen, Lieder und Gedichte und übersetzte.
Er war zwei Mal verheiratet und hatte insgesamt elf Kinder, darunter den Sprachforscher und Publizisten Bogumił Šwjela. Er ist außerdem der Großvater von Siegfried Schwela und Ernst Habenstein.

## Schriften (Auswahl)
- Nowe wojnske bildy z teje pšusko-awstriskeje wojny, Cottbus 1866
- Nikodemusowe knigły, Cottbus 1867
- Serbske arije za našu lubu młoźinu,  Cottbus 1867, Mitautor
- Ta pastyrska lubosć, Neu Ruppin 1880

## Ehrungen
In seinem 50. Dienstjahr als Lehrer wurde er mit dem Roten Adlerorden IV. Klasse und fünf Jahre später mit dem Königlichen Kronen-Orden IV. Klasse ausgezeichnet. In Cottbus und Schorbus gibt es Gedenktafeln für Christian Schwela.